# Port lotniczy Diyarbakır
Port lotniczy Diyarbakır (IATA: DIY, ICAO: LTCC) – port lotniczy położony 6 km od Diyarbakır, w Turcji.

## Linie lotnicze i połączenia
| Linia Lotnicza    | Kierunek |
| ----------------- | --- |
| AnadoluJet        | 1. Ankara 2. Bursa 3. Irbil 4. Stambuł-Sabiha Gökçen                                                            |
| Corendon Airlines | Sezonowo: 1. Hanower                                                                                            |
| Pegasus Airlines  | 1. Ankara 2. / Ercan 3. Stambuł-Sabiha Gökçen 4. Izmir                                                          |
| SunExpress        | 1. Antalya 2. Düsseldorf 3. Hanower 4. Izmir Sezonowo: 1. Berlin (od 24 czerwca 2024) 2. Frankfurt 3. Stuttgart |
| Turkish Airlines  | 1. Stambuł |